# Gello (Montecatini Val di Cecina)
Gello è una frazione del comune italiano di Montecatini Val di Cecina, nella provincia di Pisa, in Toscana.
Piccolo borgo di origine etrusca, ubicato su di un'altura sulla riva destra del fiume Cecina, nel Medioevo era sede di una fortezza.

## Storia
Il primo documento dove viene citata questa località, con l'antico toponimo di Agello, è l'atto di fondazione della Badia di San Pietro in Palazzuolo di Monteverdi del 754. In particolare vi si individuava una casa colonica di proprietà di tale Walfredo.
Nel 1186, come altre località della zona, viene assegnato da Enrico VI al vescovo di Volterra Ildebrando dei Pannocchieschi. Da allora, per tutto il medioevo, compare in molti diplomi e bolle di papi e imperatori, come borgo confinario.
Durante il tredicesimo secolo, all'autorità dei vescovi sul borgo, vi si sostituisce progressivamente quella del Comune di Volterra, che lo allibra completamente nel 1288.
Nel 1361, la città Volterra e tutto il suo territorio, pur rimanendo formalmente indipendenti, entrano nella sfera di influenza della più potente Firenze. In conseguenza di ciò, due anni più tardi, il castello di Gello fu assediato e conquistato dai Pisani, comandati da Ranieri di Ugolinuccio.
Nel 1447 viene occupato dalle truppe di Alfonso d’Aragona, che distrussero tutte le abitazioni fuori dalle mura. Nel 1472 tutto il territorio di Volterra, compreso Gello, passa anche formalmente sotto il dominio fiorentino. Qui probabilmente acquistò nuova importanza militare, in quanto nel 1479 viene conquistato e saccheggiato da truppe senesi.  In questo periodo è anche citato, con il nome di Agello, nella carta della Toscana occidentale, redatta da Leonardo da Vinci tra il 1502 e il 1504.
Dopo l'assedio senese il castello non è più risorto, ed il borgo prese sempre più le caratteristiche di fattoria piuttosto che di centro abitato.
Nel XX secolo, con lo sviluppo dell'abitato della vicina Ponteginori negli anni '20, e con la costruzione nei dintorni di numerosi poderi da parte dell'istituto di riforma agraria Ente Maremma negli anni ‘50, si ha il completo abbandono del borgo, che è stato restaurato solo recentemente grazie al crescente interesse turistico della zona.

## Monumenti e luoghi d'interesse
- Chiesa di San Lorenzo Martire
- Cappella di Santa Lucia

## Galleria d'immagini

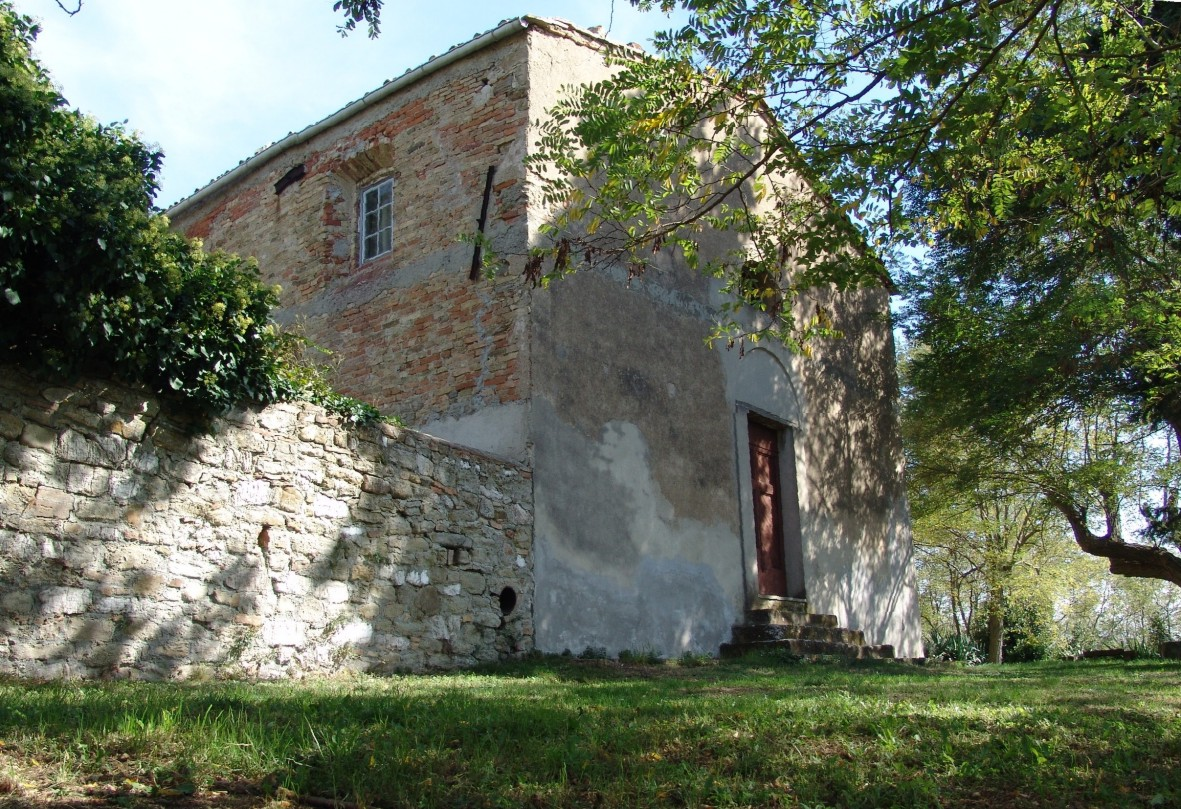
Gello, Chiesa di San Lorenzo Martire
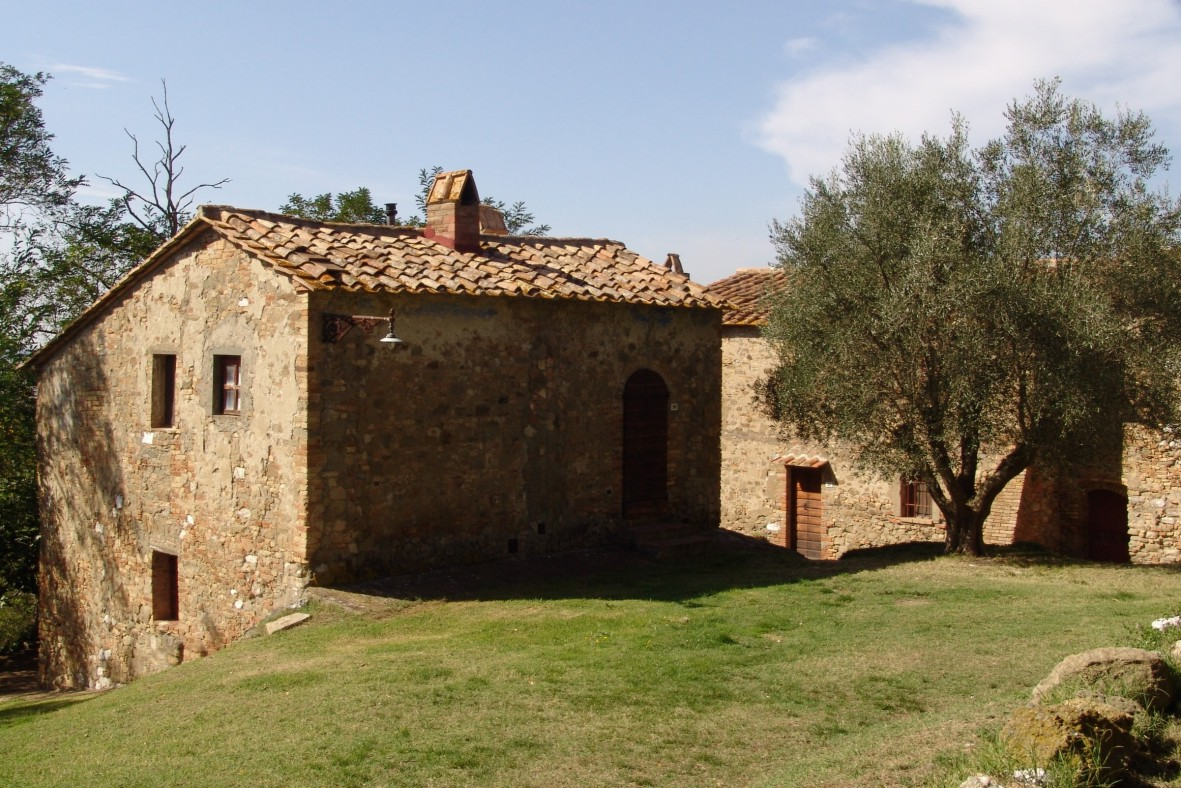
Gello, alcune case del borgo